# Cleanse Fold and Manipulate
Cleanse Fold and Manipulate (с англ. — «Очищайте складывайте и манипулируйте») — третий студийный альбом канадской электро-индастриал-группы Skinny Puppy, выпущенный 25 июня 1987 года лейблом Nettwerk. Этот альбом называют «поворотным моментом, когда эксперименты только начинают сочетаться с инновациями» и ознаменовал собой начало изучения группой более политических тем, таких как эпидемия СПИДа и война во Вьетнаме.
Альбом сопровождался выходом сингла «Addiction», а также гастролями Head Trauma, которые проходили по Северной Америке и Европе. Запись выступления группы в Торонто, Онтарио, Канада, под названием Ain't It Dead Yet? была выпущена на видео в 1989 году и на CD в 1991 году. Песня «Draining Faces» вошла в саундтрек к фильму «Ведьма из Блэр: Курсовая с того света».

## Композиция и стиль
В альбоме Cleanse Fold and Manipulate рассматривается ряд различных тем, связанных с медициной, обществом и политикой. В песне «First Aid» говорится о растущей эпидемии СПИДа в 1980-х годах, а в «Second Tooth» — о проблемах, с которыми сталкиваются ветераны войны во Вьетнаме, а именно о посттравматическом стрессовом расстройстве. Песня «Deep Down Trauma Hounds» была написана после серии самоубийств подростков в Соединённых Штатах. Нивек Огр, вокалист и автор песен группы, сказал о самоубийствах следующее: 

Мне казалось очень страшным, что у всех этих детей такое мрачное будущее. Я был на закате того поколения, которое выросло на Уолте Диснее, «Фантазии», «Бэмби» и всех тех вещах, которые были такими прекрасными и важными для взросления. Они нужны, чтобы вы могли сохранить себя с годами, когда становитесь циничными, а дети просто взрослеют в этом мрачном мире.
Другие песни альбома посвящены фильмам ужасов. Песня «The Mourn» основана на японском фильме ужасов «Цветок из плоти и крови» из серии «Подопытная свинка». По словам группы, этот фильм был ближе всего к тому, что они считали настоящим снафф-видео. С тех пор кадры из фильма используются в их живых выступлениях в качестве визуала. 
Конец последнего трека («Epilogue») переходит в начало первого трека («First Aid»), тем самым образуя цикличность альбома.

## Выпуск и продвижение
Альбом Cleanse Fold and Manipulate был выпущен 25 июня 1987 года. Для продвижения альбома за пределами Канады лейбл Capitol Records распространял пресс-папье Eyeball. 
К октябрю 1988 года было продано 80 000 копий альбома, причём 90 % продаж пришлось на страны за пределами Канады.

## Отзывы критиков
| Оценки критиков     | Оценки критиков |
| Источник            | Оценка          |
| ------------------- | --------------- |
| AllMusic            | [ 8 ]           |
| New Musical Express | 9/10            |
| Times Colonist      | [ 10 ]          |

Тим ДиГравина из AllMusic сказал, что альбом «трудно рекомендовать». Далее он отметил, что, хотя в нём и есть одна из лучших песен группы — «Deep Down Trauma Hounds», бо́льшая часть альбома была эмбиентной и фрагментарной. Тем не менее, он добавил, что «поклонники индастриал-музыки оценят мощные ритмы и грубые звуковые семплы, которые, кажется, созданы путём искажения звуков тяжёлой техники. Возможно, больше, чем где-либо ещё в дискографии Skinny Puppy, вокал Огра звучит как поток сознания, с акцентом на злые интонации, а не на какую-либо связь с их музыкой». В заключение он сказал, что альбом в первую очередь рекомендуется преданным фанатам. Эвелин Эрскин из Ottawa Citizen положительно отозвалась об альбоме, назвав его «мрачным и пугающим» и описав его песни как «кинематографичные». Эрскин отметила, что альбом был ослаблён чрезмерной зависимостью группы от элементов готического хоррора. Журнал Billboard рекомендовал альбом, назвав его «правильным сочетанием мрачных и зловещих текстов и пульсирующей металлической музыки».
В журнале People писали, что прослушивание альбома было «похоже на погружение в кошмар, который переживает Призрак Оперы», и пришёл к выводу, что группа была «слишком яркой для длительного прослушивания, но в небольших дозах они чрезвычайно сильны». Майк Сондерс из Sun-Sentinel посчитал, что альбом был интригующим достижением, но первоначальный «вуайеристский трепет», который испытываешь при прослушивании, проходит ещё до конца альбома. Фрэнсис Литман из Times Colonist посчитала, что альбом был более сдержанным, чем предыдущие работы группы, и рекомендовала его только любителям клубов.

## Список композиций
Все тексты написаны Нивеком Огром, вся музыка написана группой Skinny Puppy.
| №                   | Название                  | Семпл(-ы) | Длительность |
| ------------------- | ------------------------- | --- | ------------ |
| 1.                  | «First Aid»               | | 4:29         |
| 2.                  | «Addiction»               | Содержит семплы из: - «Зеркальное отражение» (1960 г.) из т/с «Сумеречная зона» Джона Брама                                                       | 6:01         |
| 3.                  | «Shadow Cast»             | Содержит семплы из: - «Техасская резня бензопилой 2» (1986 г.) Тоуба Хупера                                                                       | 4:18         |
| 4.                  | «Draining Faces»          | Содержит семплы из: - «Видеодром» (1983 г.) Дэвида Кроненберга - «Год дракона» (1985 г.) Майкла Чимино                                            | 5:12         |
| 5.                  | «The Mourn»               | Содержит семплы из: - «Извне» (1986 г.) Стюарта Гордона                                                                                           | 2:41         |
| 6.                  | «Second Tooth»            | Содержит семплы из: - «Легенда» (1985 г.) Ридли Скотта                                                                                            | 4:06         |
| 7.                  | «Tear or Beat»            | Содержит семплы из: - «Маньяк» (1980 г.) Уильяма Лустига                                                                                          | 4:42         |
| 8.                  | «Deep Down Trauma Hounds» | Содержит семплы из: - «Перри Мейсон» (1957-1966 гг.) Гэйл Патрик - «Вода, вода каждому кролику» (1952 г.) Чарльза M. Джонса - Телестанция KSTW-11 | 4:41         |
| 9.                  | «Anger»                   | | 4:53         |
| 10.                 | «Epilogue»                | | 1:10         |
| Общая длительность: | Общая длительность:       | Общая длительность: | 42:13        |

## Участники записи[1]
| Skinny Puppy - Нивек Огр — вокал, объекты - Кевин Ки — синтезатор, гитара, барабаны, магнитофон, перкуссия, секвенсор - Дуэйн Р. Готтел — синтезатор, семплер, секвенирование, гитара, барабаны, бэк-вокал, магнитофон - Рейв — гитара (в песнях «Deep Down Trauma Hounds» и «Anger») Приглашённые музыканты - Роуз «Моус» Огилви — бэк-вокал (в песне «Tear or Beat») | Производственный персонал - Кевин Ки — продюсер, звукоинженер - Дэйв Огилви — продюсер, звукоинженер - Пит Норман — мастеринг Художественное оформление - Стивен Р. Гилмор — дизайн, типографика - Грег Сайкс — типографика |

## Чарты
| Чарт (2024 г.)             | Позиция в чарте |
| -------------------------- | --------------- |
| Швеция (Sverigetopplistan) | 55              |